# 萨拉博尔萨图书馆

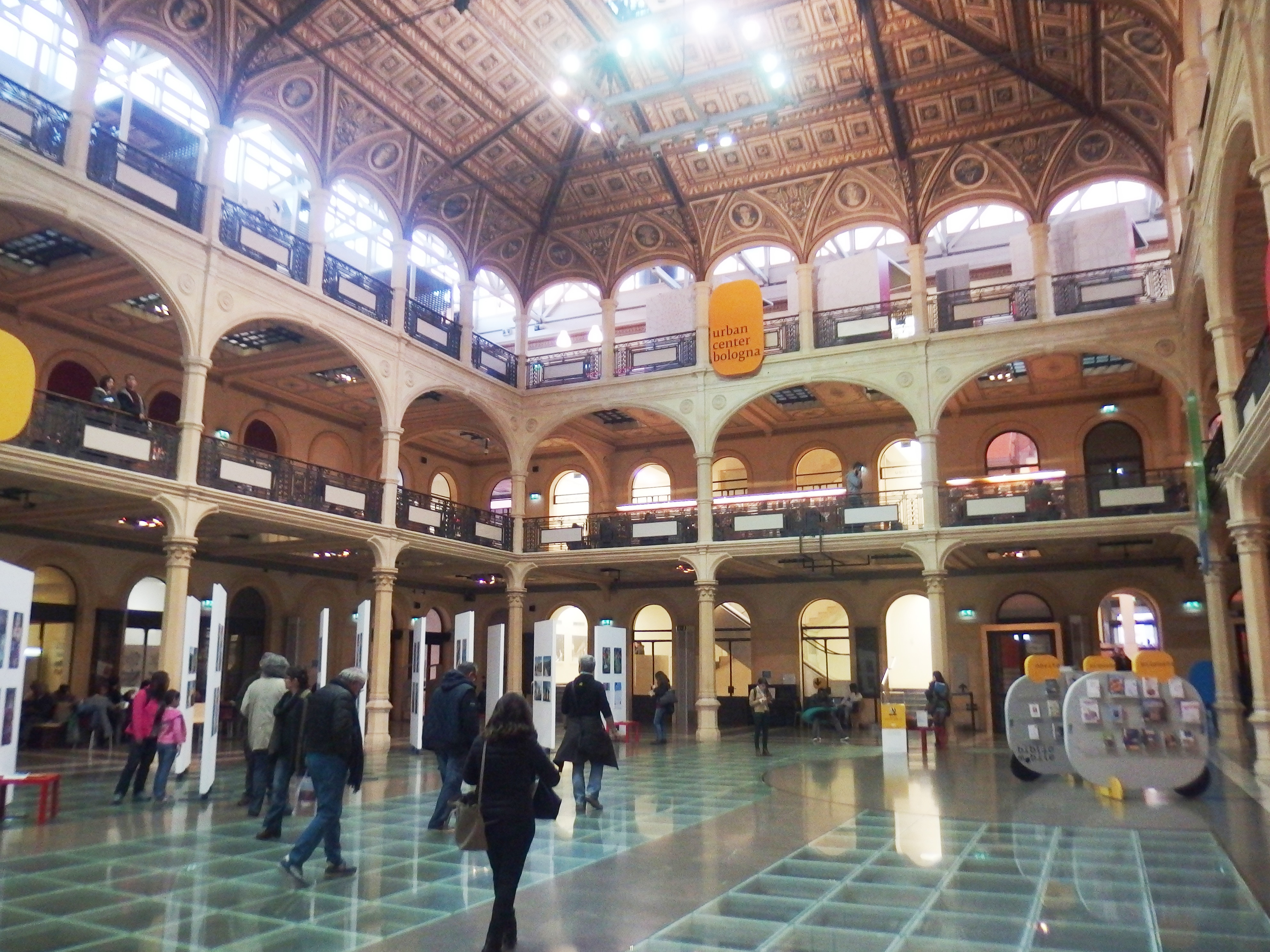

萨拉博尔萨图书馆（Salaborsa）是意大利艾米利亚-罗马涅大区博洛尼亚的主要公共图书馆。
2001年，公共图书馆的中央办公室迁入达古修宫（Palazzo d'Accursio）的北部，毗邻海神广场（Piazza del Nettuno），就在博洛尼亚主广场（Piazza Maggiore）以北。来到图书馆的访客，可以透过图书馆中心的水晶地板看到下面的考古遗址。 也可以从地下室进入古代的遗址，那里有关于它们的信息。

## 历史
图书馆于2001年开放，不过其所在的建筑达古修宫要古老得多。这里的博诺尼亚古城的遗迹，其历史可追溯至公元前189年。 这里还有早于罗马遗址的伊特鲁里亚遗址。 （页面存档备份，存于）。 